# Station Delft

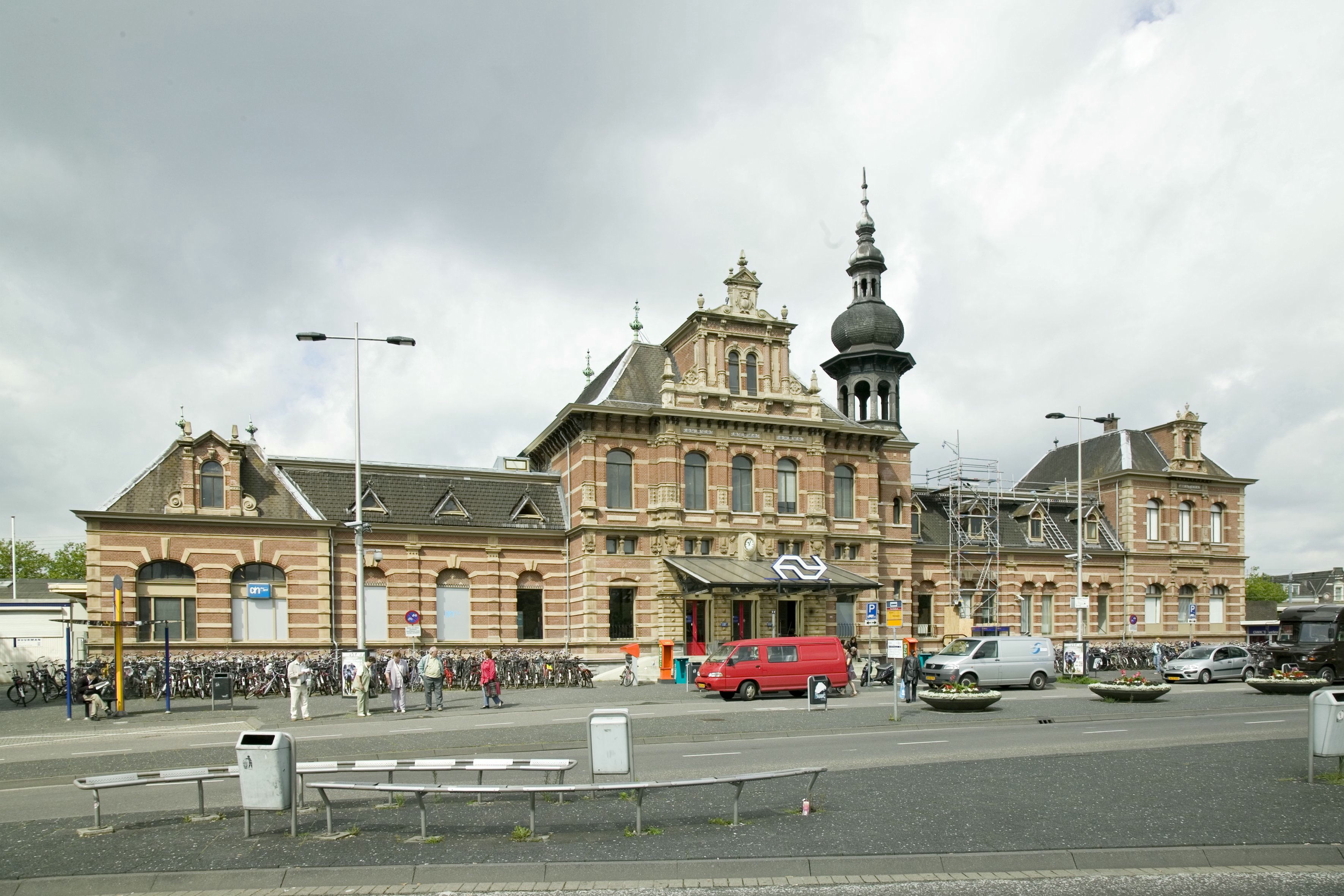
Het oude station Delft, straatzijde (2007)

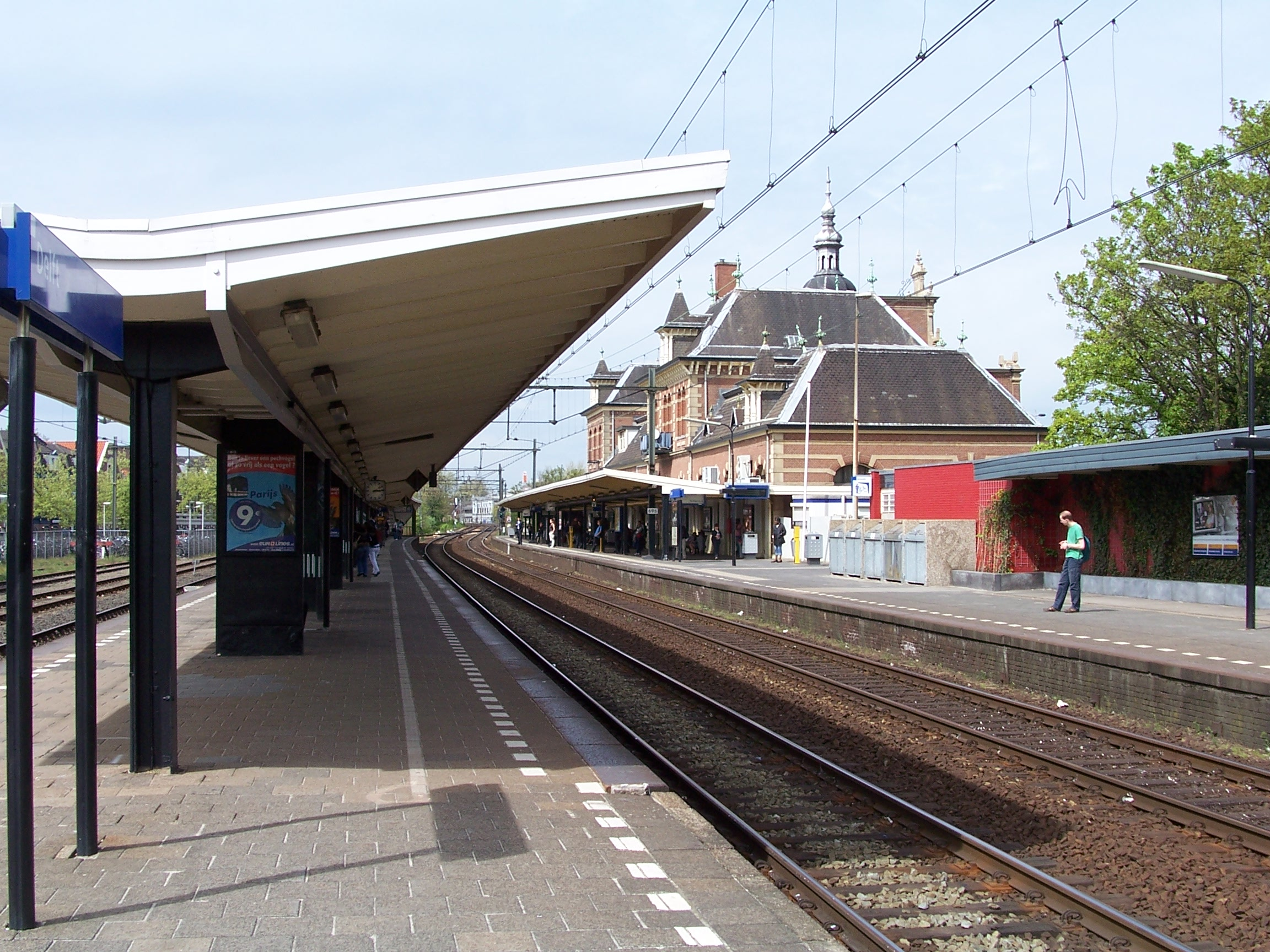
Station Delft, perronzijde (2007)

Station Delft is het belangrijkste station van de plaats Delft, in de Nederlandse provincie Zuid-Holland. Het ligt aan de Oude Lijn, tussen Den Haag HS en Rotterdam Centraal. Verder naar het zuiden ligt station Delft Campus.

## Stationsgebouw

### 1847-1885: het eerste stationsgebouw aan de Houttuinen
Op 20 september 1839 werd de eerste spoorlijn van Nederland geopend. De spoorlijn, die Amsterdam met Haarlem verbond, werd in het decennium erna verder doorgetrokken naar het zuiden. Eerst naar Leiden en Den Haag, en in 1847 naar Rotterdam. Het tracé tussen Den Haag en Rotterdam werd officieel geopend op 31 mei 1847, door een met vlaggen versierde feesttrein waar zich onder andere Hendrik van Oranje-Nassau bevond. Het station van Delft opende zijn deuren op 3 juni 1847.
Het eerste station bevond zich aan de Houttuinen, vlak bij de Waterslootse Poort, een van de acht toenmalige stadspoorten. Voor deze poort bevond zich een Bolwerk, wat men aanvankelijk een goede plek vond om een station op te bouwen. Uiteindelijk besloot men om het zuidelijke deel van de gracht rond het Bolwerk te dempen. Zo ontstond er genoeg ruimte voor een station en een stationsplein.
Vanaf het station naar het noorden volgde de spoorlijn de westelijke stadsmuur en daarmee de stadsgracht. Het spoor werd aangelegd op de Spoorsingel, die tot dat moment nog gewoon Singel heette. Ter hoogte van het station maakte het spoor een knik. Ten zuiden van het Bolwerk bevonden zich aan de westelijke oever van de stadsgracht namelijk de constructiewerkplaatsen. Deze mochten niet doorkruist worden, waardoor het spoor om de werkplaatsen heen werd aangelegd. Als het aan F.W. Conrad had gelegen, de hoofd-ingenieur die verantwoordelijk was voor de aanleg van de spoorlijn, had het tracé überhaupt niet zo dicht langs de Delftse historische binnenstad gelegen. Conrad had een rechte lijn willen leggen tussen Den Haag en Schiedam, waardoor het station 500 meter buiten Delft zou zijn komen te liggen. Dit zou hebben betekend dat de spoorlijn in buurgemeente Hof van Delft kwam te liggen, dus daar had het Delftse gemeentebestuur een stokje voor gestoken.
Binnen enkele decennia kon het kleine stationsgebouw de almaar groeiende toestroom van passagiers en goederen niet meer verwerken. Ook beklaagde men zich over de beperkte voorzieningen en de erbarmelijke staat van het gebouw. Daarnaast lag het station zodanig dicht bij de overweg aan de Binnenwatersloot, dat elke trein die op het station stopte, de overweg blokkeerde. In augustus 1885, binnen een week nadat enkele honderden meters zuidelijker een nieuw stationsgebouw in gebruik was genomen, ging het oude station tegen de vlakte.

### 1885-2015: stationsgebouw aan de Van Leeuwenhoeksingel
In 1882 startte de Hollandse IJzeren Spoorweg Maatschappij met het verleggen van het bestaande spoor, om een nieuw, ruimer opgezet stationsgebouw mogelijk te maken. Ook werd er een tunnel aangelegd onder de sporen door. Zo hoefden voetgangers niet langer de spoorbaan over te steken, maar konden zij te allen tijde veilig het tweede perron bereiken. De bouw van het nieuwe stationsgebouw, een ontwerp van architect Christiaan Posthumus Meyjes sr. in de Neo-Hollandse Renaissancestijl, startte in 1884. Op 15 augustus 1885 werd het in gebruik genomen.

Het gebouw zou uiteindelijk 130 jaar dienst doen voor de Nederlandse Spoorwegen. In 2015 werd het door NS Vastgoed verkocht en kreeg het een commerciële functie.

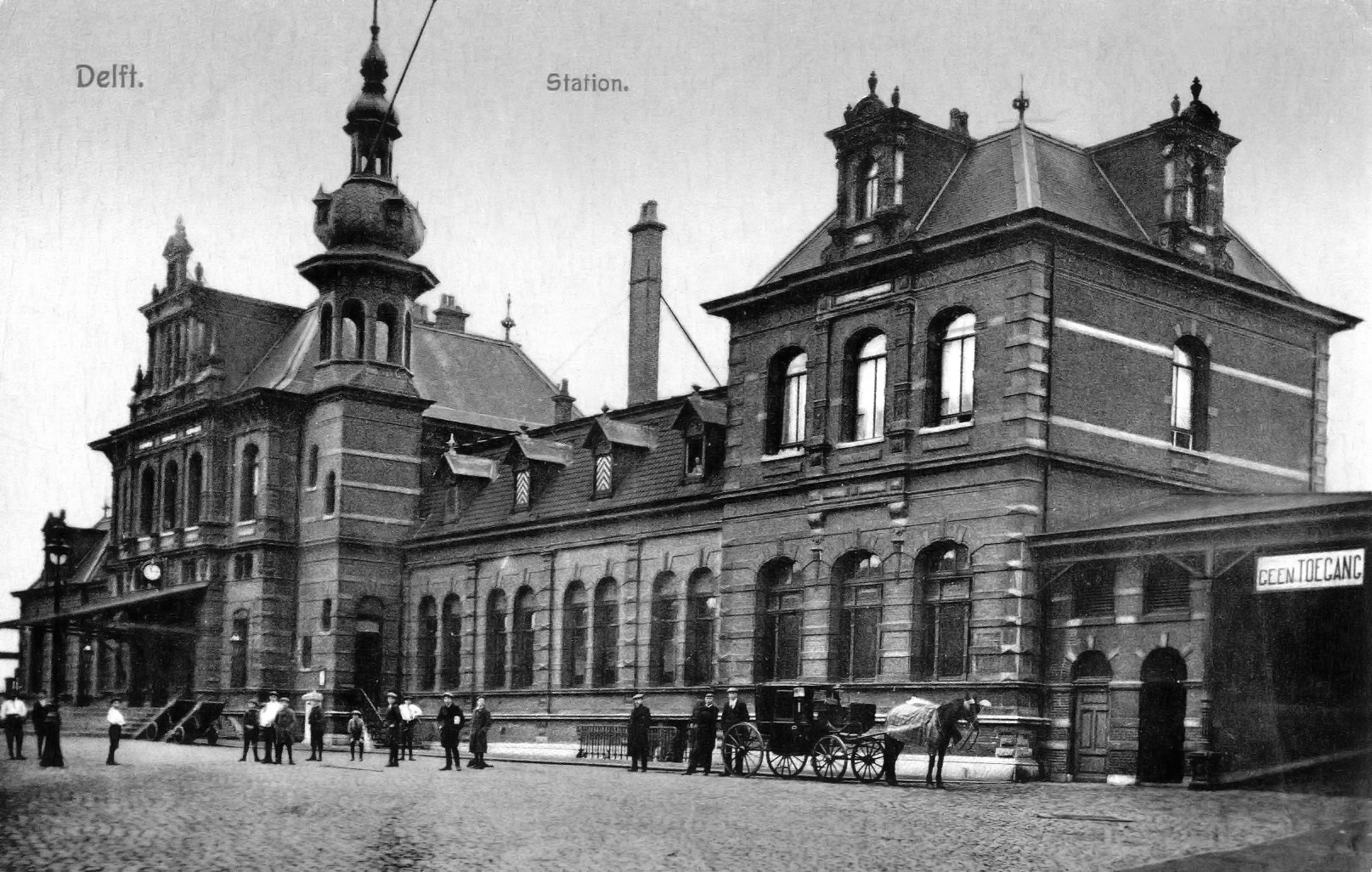
Station Delft in 1905

### 1965-2015: spoorwegviaduct
In het kader van "scheiding van verkeersstromen" werd in de jaren 13 september 1961 en 14 juli 1965 een spoorviaduct aangelegd. Deze verving voortaan de spoorlijn op maaiveldniveau die hier sinds 1847 lag. Het viaduct begon ter hoogte van de Kampveldweg en eindigde bij de Houttuinen, net ten noorden van het toenmalige stationsgebouw. Voor de aanleg van het viaduct werd de voormalige stadsgracht gedempt.
Het aanvankelijk enthousiasme over het spoorviaduct zakte in de loop der tijd in. De treinen over het viaduct zorgden voor geluidshinder en de door geparkeerde auto's ingenomen ruimte onder het viaduct gold samen met de Phoenixstraat als een onaantrekkelijke barrière. Bovendien kwamen Nederlandse stedenbouwers in de loop der jaren terug van het dempen van historische grachten ten behoeve van autowegen. De gemeente Delft begon zich daarom in te spannen voor de komst van een spoortunnel om daarmee het viaduct te kunnen vervangen. Op 22 februari 2015 reed de laatste trein over het viaduct. Niet lang daarna zou er gestart worden met de sloop.

### 1999: stedebouwkundig plan voor een nieuwe spoorzone
Vanaf het eind van de 20ste eeuw begon de gemeente Delft zich in te spannen voor de komst van een spoortunnel. Onder CDA-minister Karla Peijs wist men daarvoor de financiering rond te krijgen. In 1999 presenteerde de Spaanse stedenbouwkundige Joan Busquets een stedenbouwkundig plan voor de Spoorzone, die niet alleen voorzag in een tunnel met plaats voor vier sporen in een nieuw te bouwen station, maar ook in een stedenbouwkundige ontwikkeling van het hele gebied langs het spoor.

### 2009: start aanleg spoortunnel
In 2009 werd er gestart met de aanleg van de nieuwe spoortunnel om het bestaande viaduct te vervangen. De buurt tussen station en Westsingelgracht, bestaande uit Houttuinen, Laantje van Mater en Van Leeuwenhoeksingel werd in 2009 voor de aanleg van de spoortunnel geheel gesloopt.
Op 28 februari 2015 werd de ondergrondse spoortunnel, de Willem van Oranjetunnel, geopend voor publiek. De officiële opening vond plaats op 9 april 2015. Enkel de eerste tunnelbuis werd op dat moment gebruikt. De tweede tunnelbuis zou later volgen, wanneer het traject viersporig zou worden.
Vanaf dat moment werd een nieuw stationsgebouw in gebruik genomen.

### 2015: stationshal in het stadskantoor
Op 28 februari 2015 werd het nieuwe station in gebruik genomen, als onderdeel van het stadskantoor. De perrons waren vanaf de eerste dag toegankelijk vanaf de stationshal via OVC-poorten.

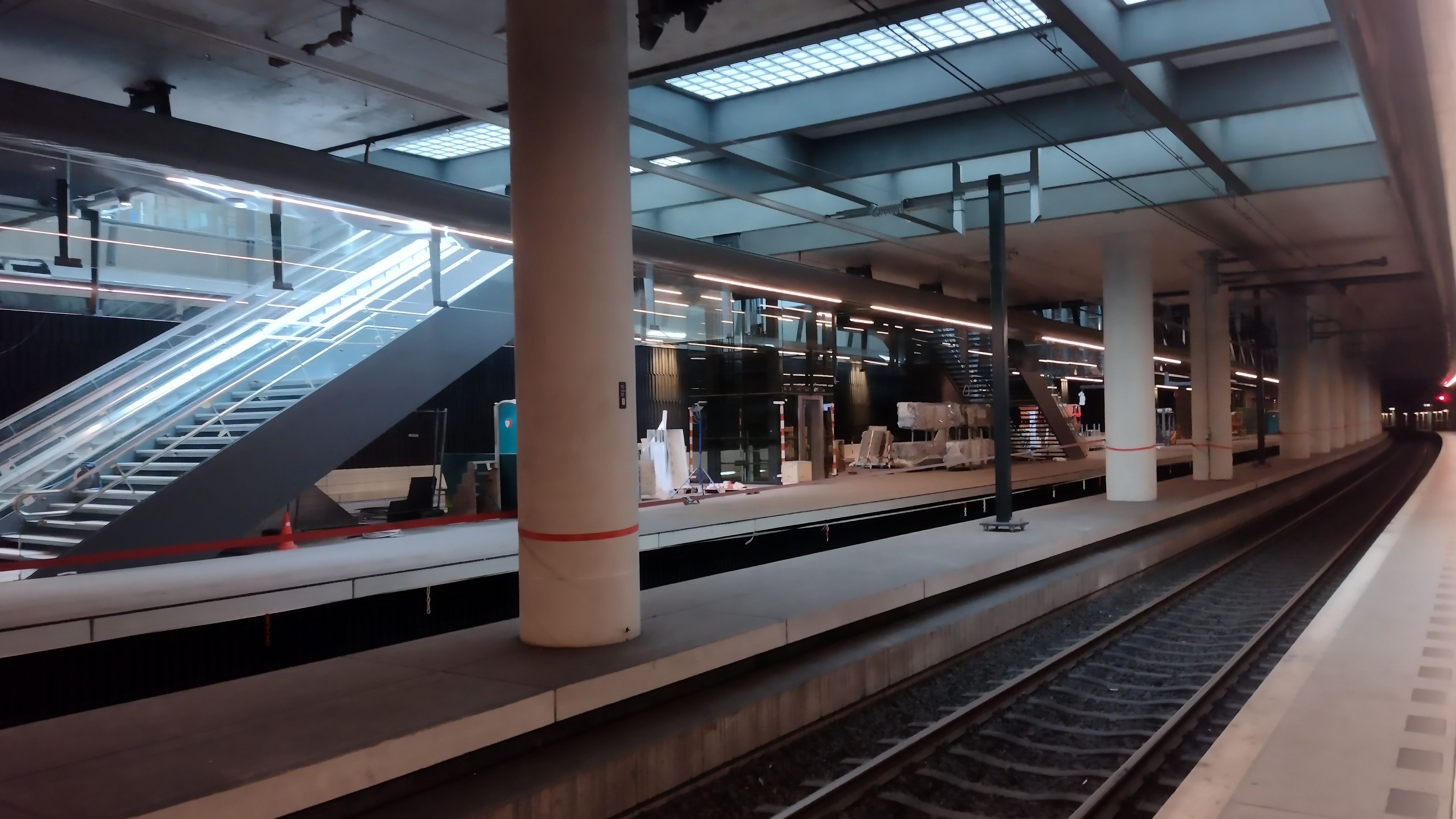
Het tweede perron in aanbouw

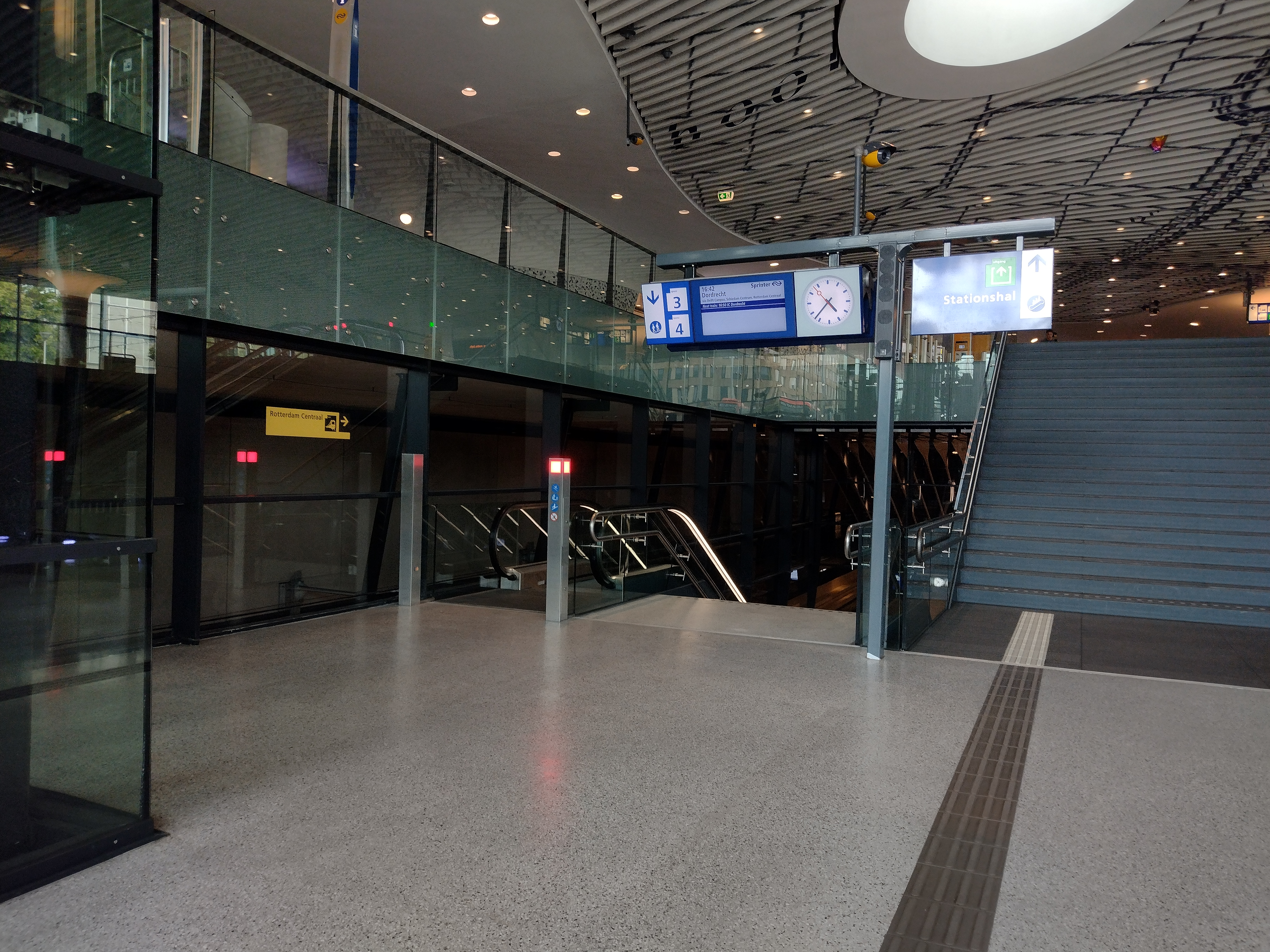
Toegang van het net geopende tweede perron

Het bovengrondse gedeelte ontworpen door Mecanoo Architecten uit Delft. Het ondergrondse deel is ontworpen door het Amsterdamse bureau Benthem Crouwel. Het meerlaagse station heeft een hal met een gewelfd plafond met lamellen waarop een stadsplattegrond van Delft uit 1877 is uitgebeeld. De kolommen en muren van de stationshal zijn bekleed met gebroken tegels in een hedendaagse variant op Delfts blauw. Tussen stationshal en de perrons van de spoortunnel (tweede laag onder de grond) bevindt zich de fietsenstalling met plek voor 5.000 fietsen. Een tweede stalling waar 2.700 fietsen voor maximaal 28 dagen gestald mogen worden bevindt zich onder de perrons van het voormalige station aan de Nieuwe Gracht. Een derde ondergrondse fietsenstalling bevindt zich onder het gebouw Antoni. In totaal zouden er zo'n 10.100 plekken voor fietsen beschikbaar zijn.
In september 2018 is akkoord getekend tussen ProRail en de Technische Universiteit Delft om de voorlopig nog niet gebruikte tweede tunnelbuis te gebruiken om een hyperloop testbuis te installeren voor experimenten.
De verschillende ingangen van het nieuwe ondergrondse station en Stadskantoor in Delft liggen sinds maart 2015 aan het Stationsplein en langs de Westersingelgracht. Op het Stationsplein is het busstation en onder dit Stationsplein een fietsenstalling voor 5.000 fietsen.
In 2018 werd definitief besloten dat het station van Delft zou worden uitgebreid naar vier sporen en twee perrons. Hiervoor werd de tweede tunnelbuis die al in ruwbouw aangelegd was gereed gemaakt voor de nieuwe sporen en een tweede eilandperron.
In mei 2024 sprak ProRail de verwachting uit dat op 27 juli spoor 3 in gebruik zou worden genomen, met het nieuwe perron voor treinen richting Rotterdam. Het bestaande perron zou daarbij operationeel blijven voor treinen naar Den Haag, waardoor er meer ruimte zou ontstaan voor reizigers. Uiteindelijk is het nieuwe spoor op 2 augustus in gebruik genomen. ProRail gaf tevens aan dat naar verwachting op 26 augustus ook spoor 4 operationeel zou worden, en er vanaf 15 december 2024 meer treinen zouden gaan rijden.

## Stationsplein

### 1847-1925: Oude stationsplein
Bij de bouw van het eerste station aan de Houttuinen werd het terrein ervoor als stationsplein aangeduid. Toen het stationsgebouw gesloopt werd en een paar honderd meter aan de Van Leeuwenhoeksingel een nieuw station verrees, werd er op de plek van het oude station een park aangelegd. Het plein ervoor zou nog tot zo'n 1925 als het Oude Stationsplein bekend staan.

### 1959-2009: Stationsplein aan de Van Leeuwenhoeksingel

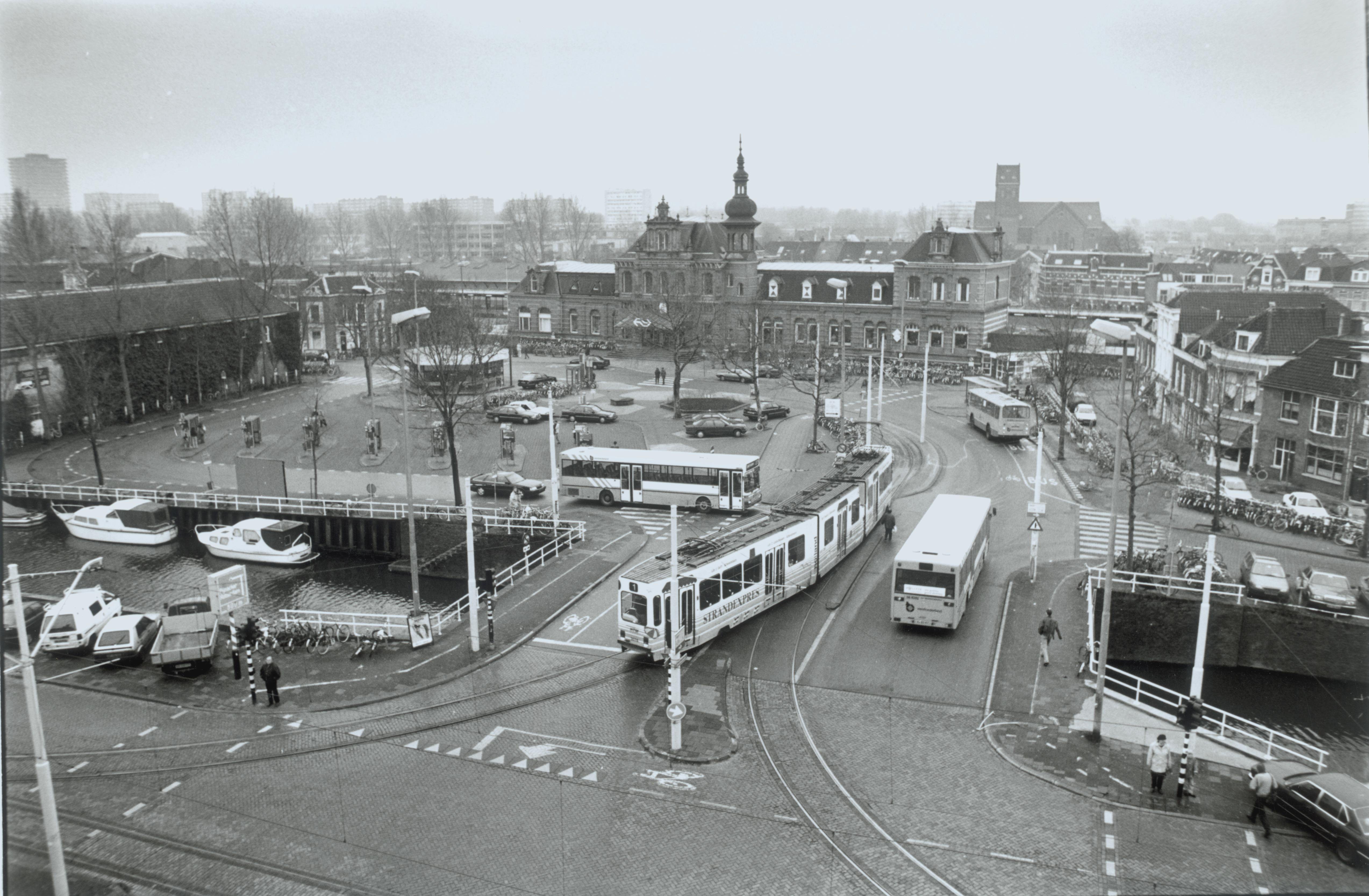
Stationsplein rond 1990

Tot 1959 was er bij dat nieuwe stationsgebouw niet echt sprake van een stationsplein. Het station lag aan de Van Leeuwenhoeksingel, en aan de overkant van de straat bevonden zich de Constructiewerkplaatsen. Vanaf 1959 werd een deel van de werkplaatsen gesloopt, om ruimte te maken voor een stationsplein.
In 1996 werd opnieuw een pand van de werkplaatsen gesloopt. De vrijgekomen ruimte werd in de winter van 1997/1998 benut om het stationsplein een nieuw aanzicht te geven, dat zou aansluiten bij het nieuwe motto "Delft Kennisstad". De bushaltes kregen een andere indeling, een fietsenkuil werd geplaatst met nieuwe fietsenrekken, en een digitale zuil met vertrektijden van de bussen werd geplaatst. De sextant van de busmaatschappij werd in dit traject afgebroken, om plaats te maken voor een moderner loket. Tot restauratie van het stationsgebouw zelf werd enige jaren later besloten.

### 2009-2015: Tijdelijk busstation aan het locomotiefpad
Vanwege de aanleg van de ondergrondse spoortunnel verhuisde het busstation in 2009 tijdelijk naar de andere kant van het station, aan het Locomotiefpad.

### 2015-heden: Stationsplein
Het huidige stationsplein is verdeeld in een zone voor voetgangers en bussen, en een zone voor auto's. Alle taxi's en andere auto's rijden het plein op vanaf de Coenderstraat, terwijl bussen af en aan rijden vanaf de (autoluwe) Westvest. Het plein heeft geen fietspad.

## Dienstregelingen

### 1996-2003
Tussen 1996 en 2003 was station Delft geen intercitystation en stopten er enkel stop- en sneltreinen.

### 2012
Sinds de dienstregeling 2012 stoppen op station Delft meer intercitytreinen, waaronder ook de intercitytreinen tussen Amsterdam, Den Haag en Rotterdam.

### 2025
Het station wordt in de dienstregeling 2025 door de volgende treinseries bediend:
| Serie | Treinsoort     | Route | Bijzonderheden |
| ----- | -------------- | --- | --- |
| 1100  | Intercity (NS) | Den Haag Centraal – Den Haag HS – Delft – Rotterdam Centraal – Breda – Tilburg – Eindhoven Centraal | Via HSL. Stopt niet in Schiedam Centrum en Rotterdam Blaak. |
| 1400  | Intercity (NS) | Utrecht Centraal – Amsterdam Centraal – Schiphol Airport – Den Haag HS – Delft – Rotterdam Centraal | Nachtnet. In beide richtingen stopt de eerste trein (in beide richtingen rond 1:30 uur) op Amsterdam Bijlmer ArenA. In de nacht van dinsdag op woensdag zijn er werkzaamheden aan de Westtak. Deze serie stopt dan niet op Schiphol Airport. Dat station wordt dan bediend door intercity 11400. |
| 2200  | Intercity (NS) | Amsterdam Centraal – Amsterdam Sloterdijk – Haarlem – Leiden Centraal – Den Haag HS – Delft – Schiedam Centrum – Rotterdam Centraal – Dordrecht – Roosendaal – Vlissingen                                  | Rijdt op weekdagen overdag 1x/uur en vormt een halfuurdienst met series 2300 (tussen Amsterdam Centraal en Roosendaal) en 6500 (tussen Roosendaal en Vlissingen). 's Avonds en in het weekend rijdt deze serie 2x/uur.                                                                           |
| 2300  | Intercity (NS) | Amsterdam Centraal – Amsterdam Sloterdijk – Haarlem – Leiden Centraal – Den Haag HS – Delft – Schiedam Centrum – Rotterdam Centraal – Dordrecht – Roosendaal – Vlissingen                                  | Rijdt alleen op weekdagen overdag en rijdt 1x/uur. Vormt tussen Amsterdam Centraal en Roosendaal een halfuursdienst met serie 2200. 's Avonds en in het weekend rijdt serie 2200 2x/uur. |
| 3200  | Intercity (NS) | Arnhem Centraal – Ede-Wageningen – Utrecht Centraal – Amsterdam Zuid – Schiphol Airport – Leiden Centraal – Den Haag HS – Delft – Rotterdam Centraal                                                       | Stopt niet te Schiedam Centrum. Rijdt alleen van maandag tot en met donderdag tot circa 19:00. |
| 3500  | Intercity (NS) | Dordrecht – Rotterdam Centraal – Schiedam Centrum – Delft – Den Haag HS – Leiden Centraal – Schiphol Airport – Amsterdam Zuid – Utrecht Centraal – 's-Hertogenbosch – Eindhoven Centraal – Helmond – Venlo | Rijdt na circa 22:30, op zaterdagochtend tot circa 9:00 en op zondagochtend tot circa 10:00 niet tussen Dordrecht en Utrecht Centraal v.v. |
| 5000  | Sprinter (NS)  | Den Haag Centraal – Den Haag HS – Delft – Schiedam Centrum – Rotterdam Centraal – Rotterdam Blaak – Rotterdam Lombardijen – Dordrecht                                                                      | Rijdt niet na 20:00 uur en in het weekend. |
| 5100  | Sprinter (NS)  | Den Haag Centraal – Den Haag HS – Delft – Schiedam Centrum – Rotterdam Centraal – Rotterdam Blaak – Rotterdam Lombardijen – Dordrecht                                                                      | |
| 5200  | Sprinter (NS)  | Den Haag Centraal – Den Haag HS – Delft – Schiedam Centrum – Rotterdam Centraal – Rotterdam Blaak – Rotterdam Lombardijen – Dordrecht                                                                      | Rijdt enkel van maandag tot en met donderdag tot circa 19:00 uur. |

## Tram-/buslijnen
De volgende tram- en buslijnen stoppen op station Delft vanaf 26 april 2024.
| Perron            | Lijn | Bestemming                 | Via | Opmerkingen                                                                                   |
| Tram              | Tram | Tram                       | Tram | Tram                                                                                          |
| ----------------- | ---- | -------------------------- | --- | --------------------------------------------------------------------------------------------- |
| A                 | 1    | Delft Tanthof              | De Hoven Passage |                                                                                               |
| B                 | 1    | Scheveningen Noord         | Spoorzone Delft, Rijswijk, Hoornbrug, Laakkwartier, Station Hollands Spoor, Centrum, Kneuterdijk, Vredespaleis, World Forum, Statenkwartier, Kurhaus |                                                                                               |
| C                 | 19   | Leidschendam               | Spoorzone Delft, Ypenburg, Station Ypenburg, Leidschenveen, Sijtwendetunnel, Mall of the Netherlands                                                 |                                                                                               |
| Stadsdienst Delft |      |                            | |                                                                                               |
| D                 |      |                            | | Uitstaphalte                                                                                  |
| F                 | 69   | Technopolis                | Zuidpoort, TU Delft | Rijdt alleen op werkdagen van 7:00 tot 0:00 uur.                                              |
| H                 | 61   | Rijswijk, Station          | Hof van Delft, Hoornse Hof, Kuyperwijk, Rijswijk Sion                                                                                                |                                                                                               |
| H                 | 64   | Tanthof                    | De Hoven Passage, Voorhof |                                                                                               |
| I                 | 60   | Nootdorp Metro             | Zuidpoort, Botanische Tuin, Bomenwijk, GGZ Delfland, Defensie, De Bras, Nootdorp Centrum, Station Den Haag Ypenburg                                  |                                                                                               |
| I                 | 62   | Delfgauw, Overslagweg      | Zuidpoort, Wippolder, Emerald |                                                                                               |
| I                 | 63   | Camping                    | Zuidpoort, Botanische Tuin, PoortCenter, IKEA, Delftse Hout                                                                                          | Rijdt niet na 22:30 uur.                                                                      |
| Streekbus         |      |                            | |                                                                                               |
| D                 |      |                            | | Uitstaphalte                                                                                  |
| E                 | 40   | Rotterdam, Centraal        | Zuidpoort, TU Delft, Zweth, Overschie, Diergaarde Blijdorp                                                                                           | Rijdt alleen van maandag t/m vrijdag overdag.                                                 |
| E                 | 174  | Rotterdam, Station Noord   | Zuidpoort, TU Delft, Pijnacker Zuid, Berkel Westpolder, Berkel en Rodenrijs, Bergschenhoek, Hillegersberg                                            | Rijdt alleen van maandag t/m vrijdag overdag.                                                 |
| F                 | 455  | Zoetermeer, Centrum-West   | Zuidpoort, TU Delft, Delfgauw, Pijnacker | Deze lijn is een onderdeel van R-net.                                                         |
| G                 | 33   | Maassluis, Station Centrum | Reinier de Graaf Gasthuis, Den Hoorn, Schipluiden, Maasland (Viaduct)                                                                                |                                                                                               |
| G                 | 37   | Den Haag, Leyenburg        | Reinier de Graaf Gasthuis, Buitenhof, Den Hoorn, Harnaschpolder, Wateringse Veld                                                                     |                                                                                               |
| G                 | 455  | 's-Gravenzande, De Brug    | Reinier de Graaf Gasthuis, Den Hoorn, Schipluiden, De Lier, Naaldwijk (Busstation)                                                                   | Deze lijn is een onderdeel van R-net.                                                         |
| H                 | 53   | Rijswijk, Station          | 't Haantje | Rijdt alleen op werkdagen tussen 7:30 en 18:30 uur, tussen 9:30 en 16:00 uur als Delfthopper. |
| Nachtbus          |      |                            | |                                                                                               |
| B                 | N5   | Den Haag, Centraal Station | Sion | Nachtbus, rijdt op vrijdag- en zaterdagnacht.                                                 |

Toelichtingen op de tram- en buslijnen:
- Tramlijnen 1 en 19 van HTM rijdt onder concessie Rail Haaglanden.
- Streeklijnen 33, 37, 53, stadslijnen 60 t/m 64, 69 en R-net lijn 455 van EBS rijden onder concessie Haaglanden Streek.
- Streeklijnen 40 en 174 van RET rijden onder concessie Bus Rotterdam.
- Nachtlijn N5 van HTM rijdt onder concessie Haaglanden Stad.

## Foto’s

### Stationshal in aanbouw (2013-2015)

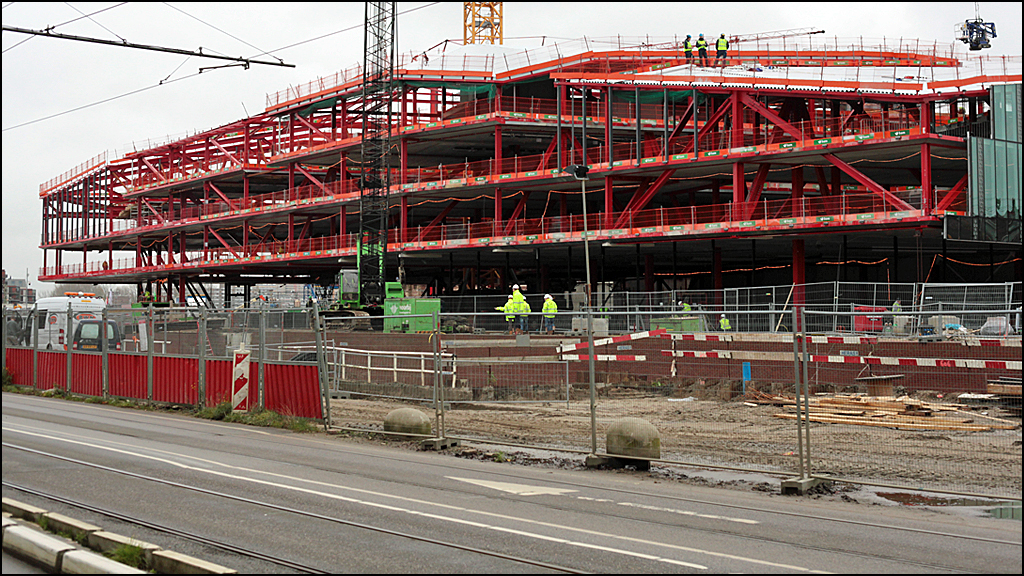
Station Delft; 28 november 2013
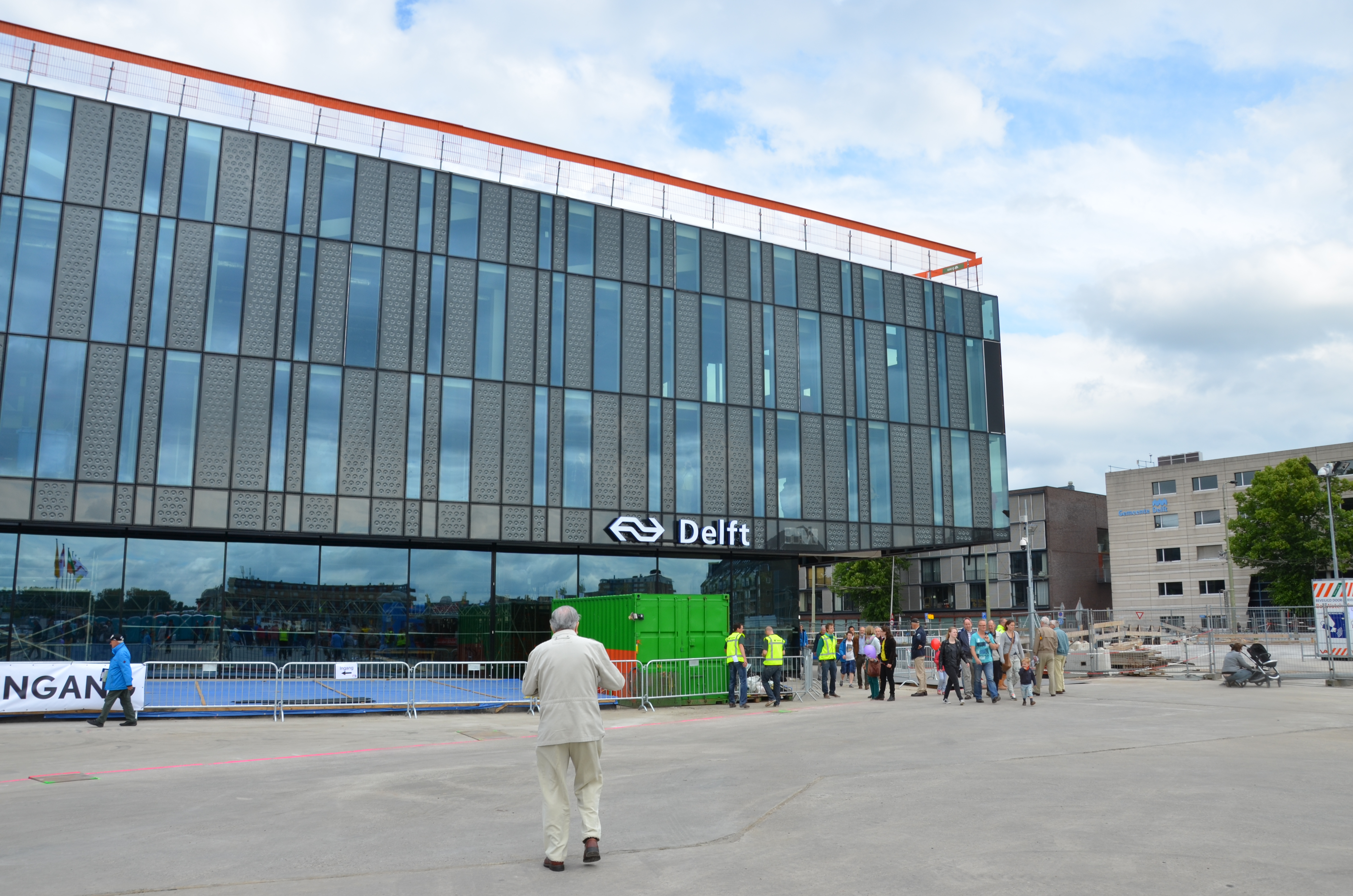
Nieuwe station in aanbouw
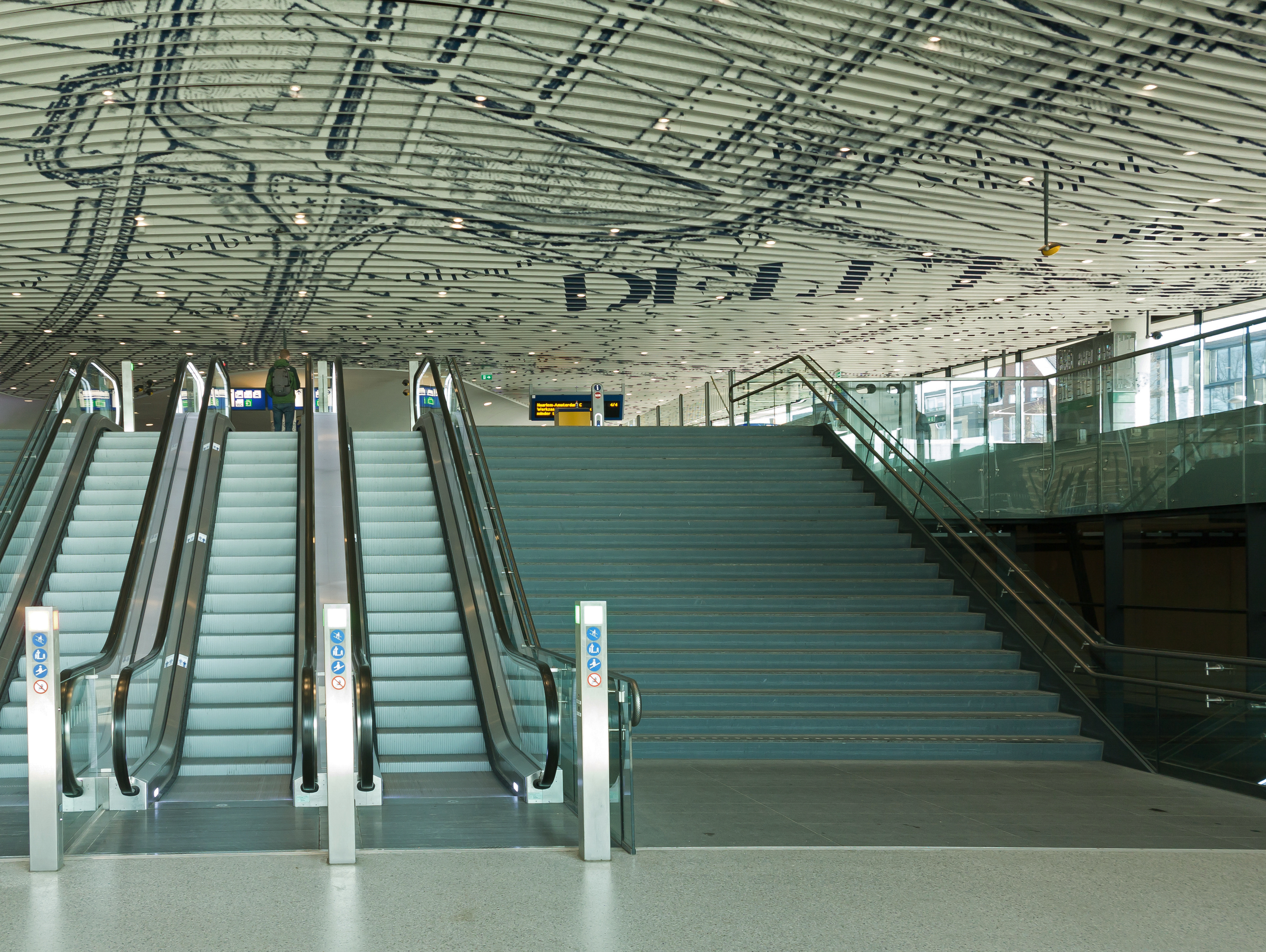
Trap bij de ingang
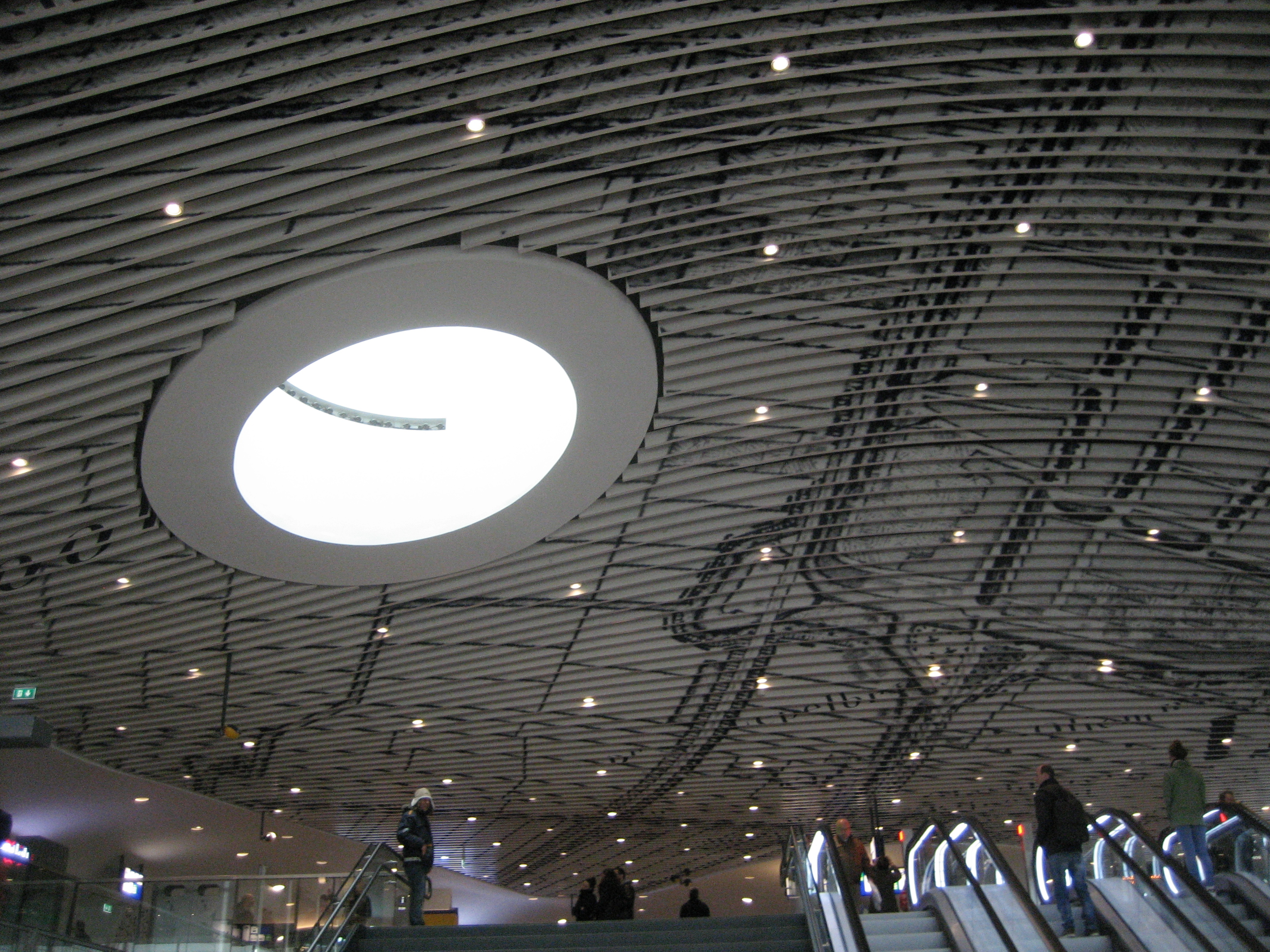
Stationshal
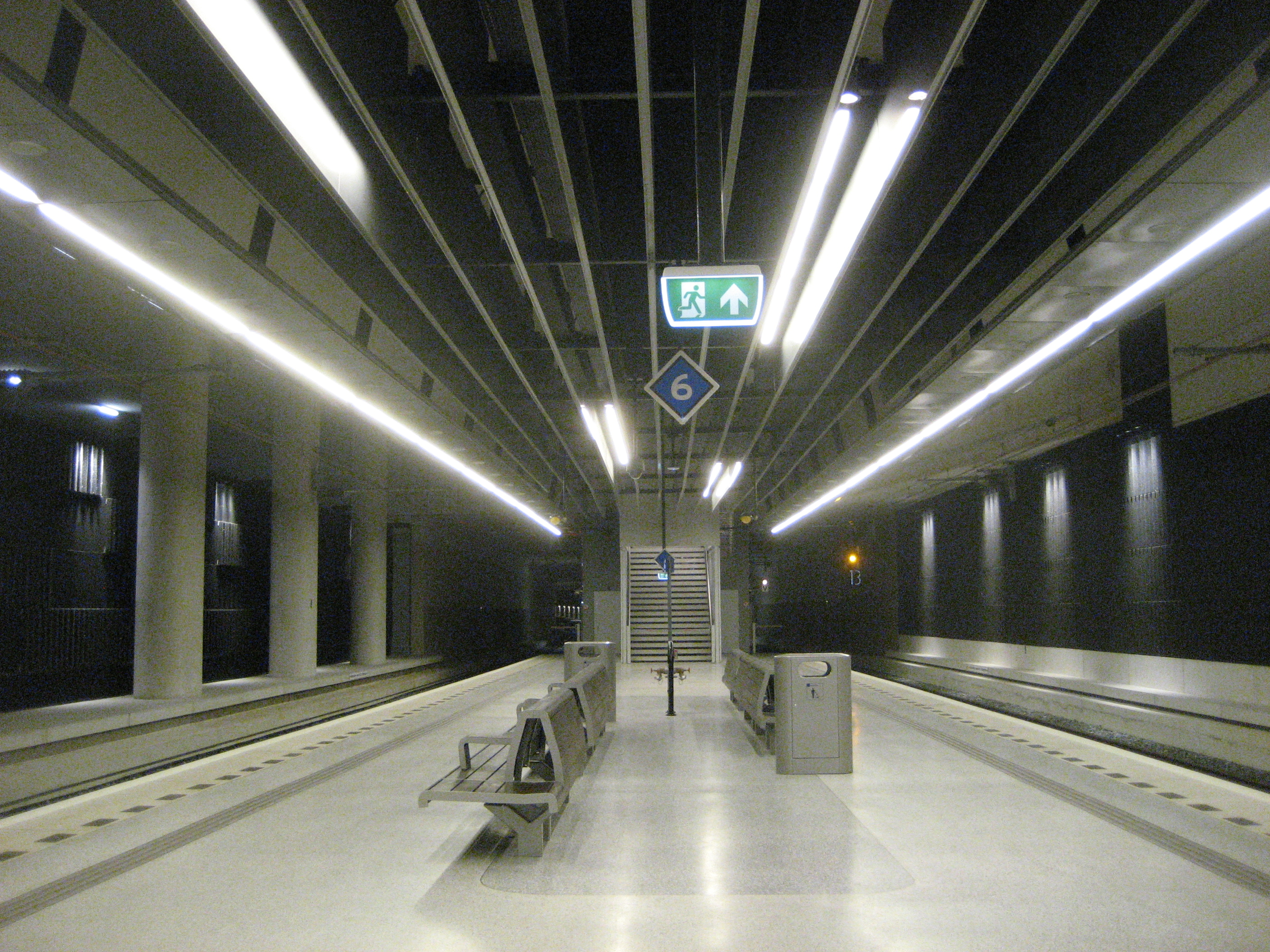
Sporen 1-2
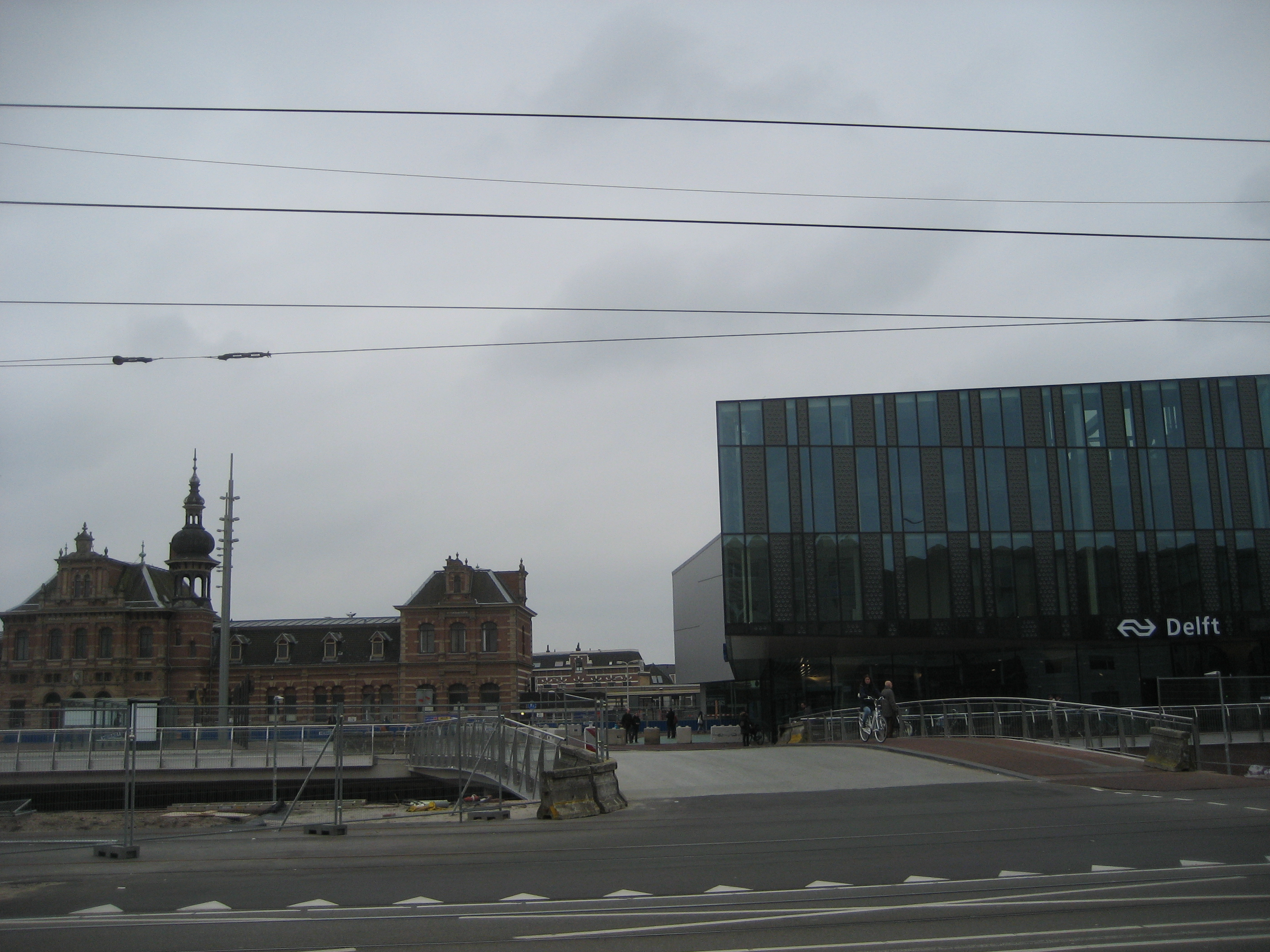
Oude en nieuwe station

### Nieuw station in gebruik (2015)

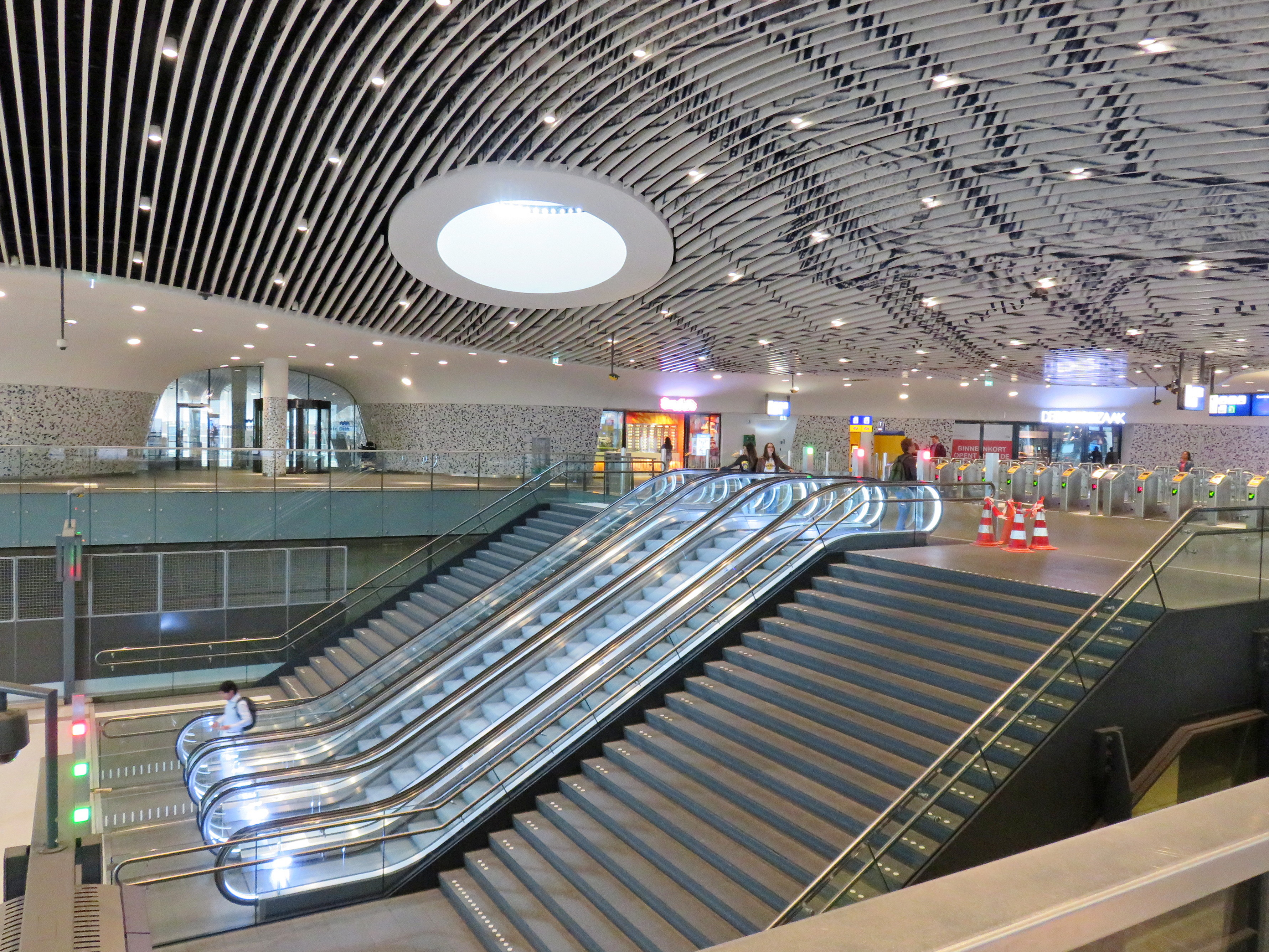
Roltrappen in Station Delft
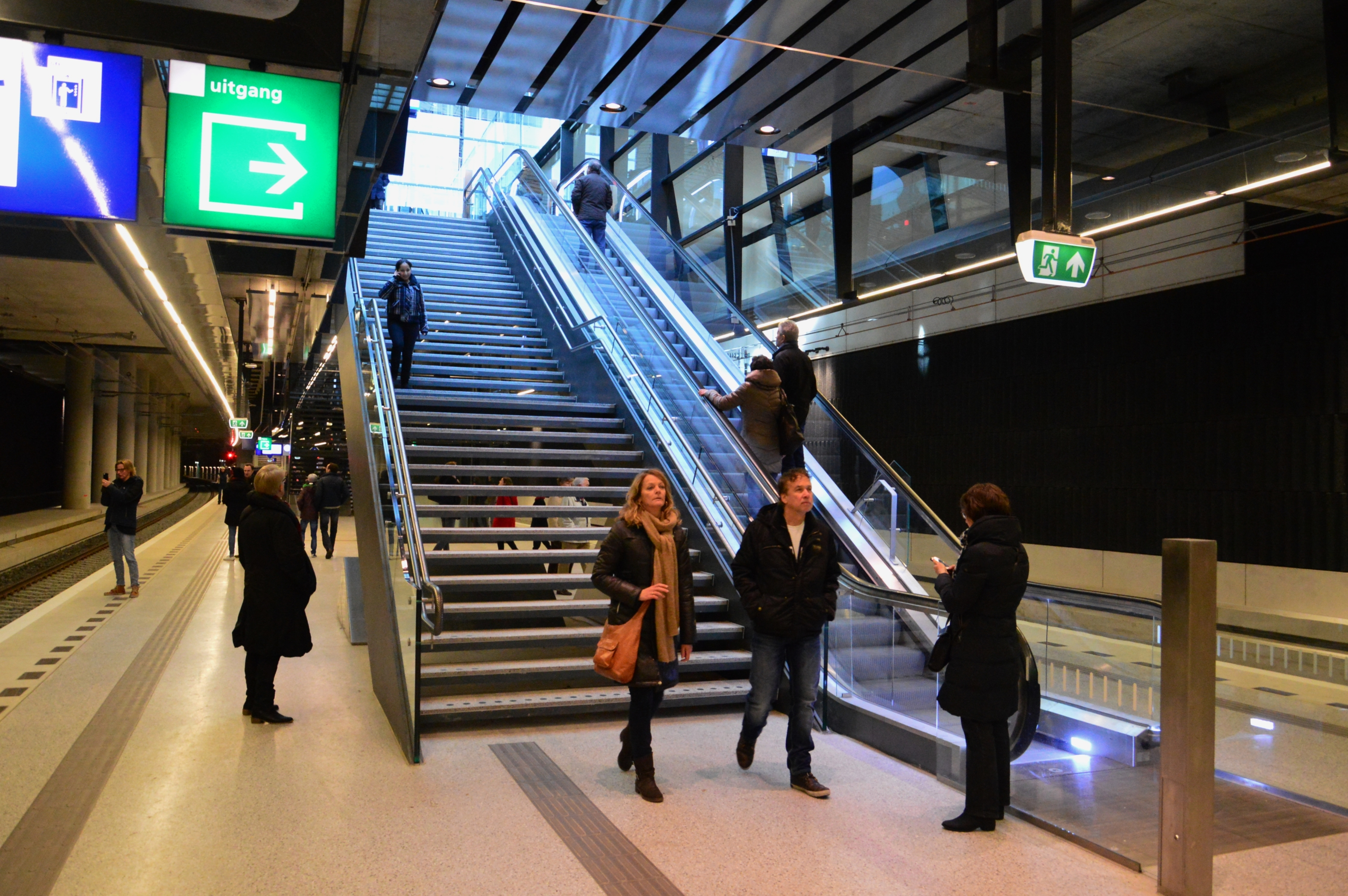
Perrons in de tunnel van Station Delft
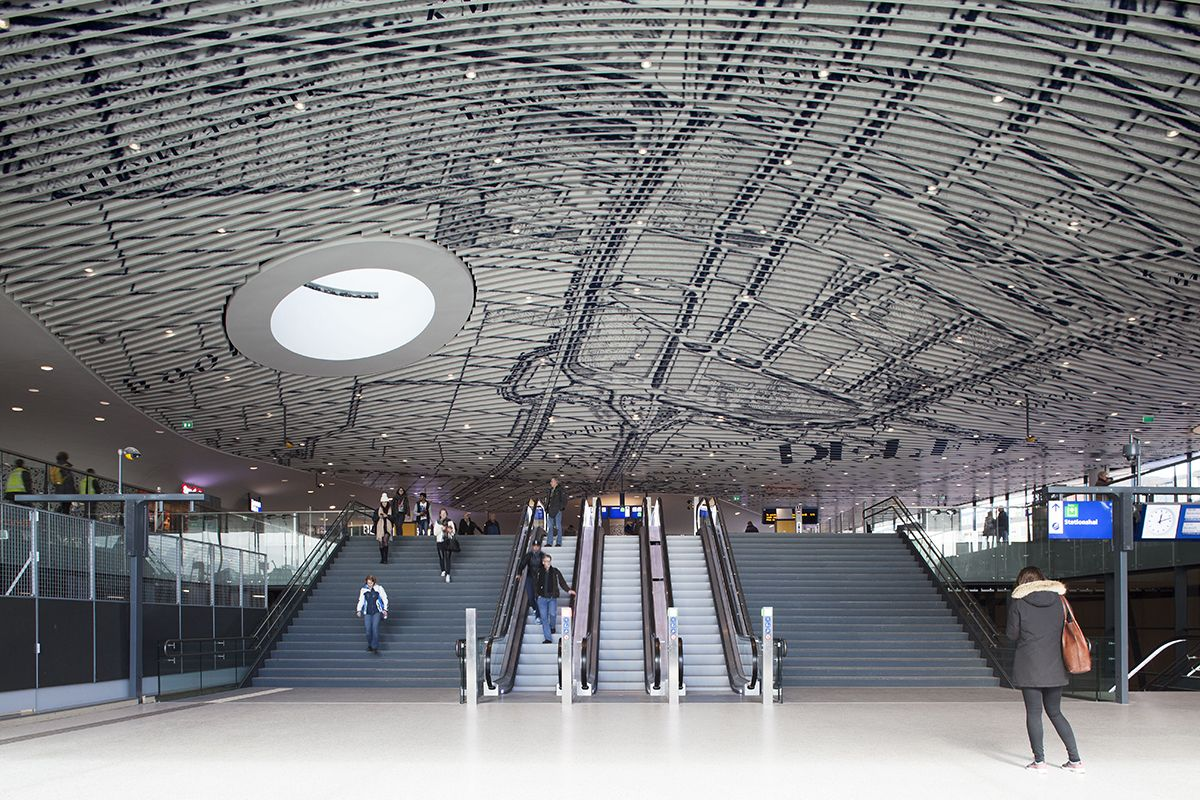
Station Delft met plattegrond op het plafond

## Ontwikkeling aantal reizigers
Het aantal door NS vervoerde reizigers (per gemiddelde werkdag) ontwikkelde zich sedert 2019 als volgt:
| Jaar | Aantal reizigers |
| ---- | ---------------- |
| 2019 | 40.818           |
| 2020 | 17.313           |
| 2021 | 20.176           |
| 2022 | 31.737           |
| 2023 | 37.907           |
| 2024 | 34.989           |

−1: Amsterdam Centraal ·
−1: Amsterdam Westerdok ·
0: Amsterdam Willemspoort ·
0: Amsterdam d'Eenhonderd Roe ·
3: Amsterdam Sloterdijk ·
9: Halfweg-Zwanenburg ·
14: Haarlem Spaarnwoude
17: Haarlem ·
21: Heemstede-Aerdenhout ·
25: Vogelenzang ·
28: Hillegom ·
30: Veenenburg ·
32: Lisse ·
36: Piet Gijzenbrug ·
38: Voorhout ·
41: Postbrug ·
42: Warmond ·
46: Leiden Centraal ·
48: De Vink ·
51: Voorschoten ·
54: Statistiek ·
57: Den Haag Mariahoeve ·
59: Den Haag Laan van NOI ·
61: Den Haag HS ·
63: Den Haag Moerwijk ·
65: Rijswijk ·
69: Delft ·
71: Delft Campus ·
77: Kethel ·
80: Schiedam Centrum ·
82: Beukelsdijk ·
84: Rotterdam Delftse Poort ·
84: Rotterdam Centraal
Alphen a/d Rijn ·
Arkel · 
Barendrecht · 
Bodegraven · 
Boskoop · 
-Snijdelwijk · 
Boven Hardinxveld · 
Capelle Schollevaar · 
De Vink · 
Delft · 
-Campus · 
Den Haag:
-Centraal · 
-HS ·
-Laan van NOI · 
-Mariahoeve · 
-Moerwijk · 
-Ypenburg · 
Dordrecht · 
-Stadspolders ·
-Zuid ·
Gorinchem · 
Gouda · 
-Goverwelle · 
Hardinxveld:
-Blauwe Zoom · 
-Giessendam · 
Hillegom · 
Lansingerland-Zoetermeer · 
Leiden:
-Centraal · 
-Lammenschans · 
Nieuwerkerk a/d IJssel · 
Rijswijk · 
Rotterdam:
-Alexander · 
-Blaak · 
-Centraal · 
-Lombardijen · 
-Noord · 
-Stadion · 
-Zuid · 
Sassenheim · 
Schiedam Centrum · 
Sliedrecht · 
-Baanhoek · 
Voorburg · 
Voorhout · 
Voorschoten ·
Waddinxveen · 
-Noord ·
-Triangel ·
Zoetermeer · 
-Oost · 
Zwijndrecht
Geplande stations:
Gorinchem Noord · Hazerswoude-Koudekerk · Schiedam Kethel
Voormalige stations: zie de lijst van voormalige spoorwegstations in Zuid-Holland